# Academia Paestum
Accademia di Paestum. Institución italiana, fundada por el poeta Carmine Manzi en 1949, que tiene como objetivo la promoción de las letras y las artes, las ciencias, la arqueología y el periodismo. Anualmente otorga unos premios con gran renombre internacional.  Tiene su sede en la antigua ciudad de Paestum, cerca de Salerno.